# 是儀
是 儀（し ぎ、延熹年間（158年-167年） - 赤烏年間（238年-251年））は、中国後漢末期から三国時代の呉にかけての人物。字は子羽。青州北海郡営陵県の人。元の姓を「氏」という。

## 生涯
はじめ県の役人となり、のちに北海郡の役所で孔融に仕えた。戦乱が激しくなると、劉繇を頼って江東に移住したが、劉繇が敗北すると会稽に移り住んだ。
孫権の時期になると、是儀は招かれて騎都尉に任命され、信任を受けて機密事項の処理を任せられた。呂蒙が劉備軍の関羽を攻撃する際、孫権からその計画の是非を問われた是儀は全面的に賛同し、是儀自身も荊州の関羽討伐戦に加わって功績を挙げた。この功績によって是儀は忠義校尉の官位を授けられた。是儀は辞退を申し出たが、孫権が公式の命令書を送り、その中で「私は趙簡子ほどの立派な人物ではないが、あなたに周舎になってもらえぬという事はあるまい」と諭したため、辞退を撤回した。
荊州が平定されて武昌に都が置かれると、是儀は裨将軍の官位を授かり、後に都亭侯に封ぜられて侍中の職を代行した。孫権が更に兵士を与えようとしたが、是儀は自身に軍事的な才能がないとしてこれを固辞した。
黄武年間（222年 - 229年）、皖に派遣され、将軍の劉邵のもとで魏の曹休を誘き寄せる計画を練り、誘き寄せられた曹休を散々に打ち破った。この功績で是儀は偏将軍に昇進し、尚書の事務全般の処理にあたり、広く諸官庁の間を取り捌くと同時に、訴訟沙汰の処理にもあたった。加えて皇族や貴族の子弟たちに対する学問係にあたることも命じられた。
後に、是儀は太子となった孫登の補佐にあたった。孫登は是儀に十分な敬意を払い、なにか事を起こす場合は必ず是儀に意見を求め、その後に実行に移した。その功績が認められ、爵位が進んで都郷侯に封ぜられた。孫登と共に建業に戻ると是儀は再び侍中・中執法に任じられ、再び官署間の取り捌きや訴訟の処理にあたった。
ある時、呂壱が元の江夏太守であった刁嘉が国政を誹謗していると誣告した。すると孫権はそれを聞いて怒り、刁嘉及びその関係者を獄につないだ。皆が呂壱の讒言を恐れ、誹謗の言葉を聞いたことがあると証言したが、是儀だけは聞いたことがないと答えていた。孫権の是儀に対する窮問が激しくなっていたが、是儀は「ただいま臣（わたくし）の首には、斬刑の道具が既に当たってるような状況です。どうして刁嘉のために事実を隠して、自ら一族皆殺しの刑を招き、不忠の死を遂げる必要がありましょうか。考えてみるに、もしその件を見聞きしているのであれば、その発言を知るに至った経緯があるはずでございます」と言い張った。このため孫権は仕方なく是儀を許し、刁嘉の罪も撤回することになった。
蜀漢の諸葛亮が死去すると、孫権は蜀漢への使者として是儀を任命した。是儀は蜀漢との同盟と友好の関係をこれまで以上に固め、孫権の期待通りの働きを見せたため、後に尚書僕射の官を授けられた。
のちに孫登が亡くなると、太子の孫和の官僚組織である南宮と、魯王孫覇の官僚組織である魯宮が設置され、是儀が魯王傅も兼ねるようになった。是儀は南宮と魯宮が近接した土地にあることに危惧を抱き、孫覇に対しその才を生かして国家防御の盾として上下の秩序を正すべきだ、という意見を幾度も上書した。是儀は傅として忠誠を示し、事あるごとに主君を諌め正した。上職者に仕えてはその職務に励み、人々とは尊敬の念をもって交わった。
是儀は時事問題に関しては何の意見も述べず、優柔不断な態度をとることが多かった。孫権がその態度を責めると、是儀は「聖王が上におられるので、臣はその下で職務に励んでいるのであります。ただ惧れますのは、十分に任務が果たせますかどうかだけです。愚かな狭い視野の意見を申し上げ、主君のお耳を乱すことに繋がる言上などは、何一つ考えぬのでございます」と答えていった。
是儀は国家の職務にあたること数十年に及んだが、一度の過ちも犯さなかった。呂壱が将軍や宰相・重臣達を次々と弾劾したときも、是儀だけは讒言されるようなきっかけがなかったという。孫権は賛嘆し「もし人々がみな是儀のようであれば、刑法など無用のものとなるであろう」と言った。
病気が重くなったとき、白木の棺を用いて平服のままで入棺させ、葬儀はなるべく倹約に努めるよう命じた。81歳で死去した。

## 清貧
是儀は家の財産に心を向けず、他人からの援助を受ける事もなく、家もやっと住めるぐらいの大きさだった。
是儀の家の隣で大きな屋敷を建てた者があった。孫権は宮殿から外に出た折りにその屋敷を遠くから眺め、大きな屋敷を建てたのは誰かと側近に尋ねた。側近が「是儀の家かと思います」と答えたが、孫権は「是儀は贅沢をせぬゆえ、きっとそうではあるまい」と言い調べさせたところ、そのとおり別の者の屋敷であった。
是儀の衣服は目の粗い粗末な織物であり、食べ物もごく質素なものであった。また、貧困な者達に経済的な援助を与えたため、家に貯えが全く無かった。孫権はこの事を聞くと是儀の家に御幸した。また、その粗末な食事を持ってきて見せるように言い、自らもその粗末な食事を味わうと、お膳を前にして嘆息した。そして、その場で是儀の俸禄や下賜品を増額させ、田地宅地を増やすように命じた。しかし是儀が、何度もこれを辞退し「こうした特別のご恩恵を加えられる事は、かえって心苦しく思います」と申し述べたため、孫権は是儀にそのまま清貧な生活を全うさせた。